# Ellice Handy
Ellice Handy, OBE (1902 – Eastwood, 30 de maio de 1989) foi uma educadora de Singapura, administradora de educação e autora do primeiro livro de receitas de Singapura sobre culinária local. Seu livro de receitas é a compilação de receitas mais vendida em Singapura e é considerado um volume obrigatório por muitos cozinheiros. Ela foi introduzida no Hall da Fama das Mulheres de Singapura em 2015.

## Primeiros anos
Ellice Zuberbuhler nasceu em 1902 em uma família racialmente mista. Em 1904, ela se tornou uma interna na Methodist Girls 'School (MGS), junto com sua irmã mais velha, Anne, que passou nos exames de Cambridge em 1915, um ano antes de Ellice passar em seus próprios exames com a idade de quatorze. Em 1917, Zuberbuhler começou a estudar latim no Isabella Thoburn College em Lucknow, Índia, como bolsista de mérito. Após um ano de estudos, ela se matriculou no programa de Bacharelado em Artes, graduando-se com louvor em 1922.

## Carreira
Após a conclusão de sua graduação, Zuberbuhler voltou a Singapura e começou a lecionar na MGS naquele mesmo ano. Sua instrução incluiu conhecimento bíblico, inglês e história. Em 1937, Zuberbuhler ficou noiva do Dr. James T. N. Handy, um médico da herança do Ceilão, que deu nome à Handy Road em Singapura. O casal teve uma filha, Helen, e Handy voltou a dar aulas. Em 1941, com a Segunda Guerra Mundial, a escola foi fechada (o que durou três anos e meio) e sofreu danos significativos à sua propriedade. Em 1945, Handy começou a servir como diretora do MGS, a primeira asiática a ocupar o cargo, e no ano seguinte reiniciou as classes secundárias que haviam sido suspensas durante a ocupação japonesa. Entre 1950 e 1952, ela projetou e liderou a construção, com a ajuda de Nathalie Means, do novo prédio da escola.
Em 1952, ela publicou o primeiro livro de receitas abrangente em Singapura, My Favorite Recipes, para arrecadar fundos para o MGS. As receitas cobriram uma ampla gama de cozinhas, incluindo capítulos sobre pratos chineses, europeus, indianos, indonésios e malaios, e Handy tornou-se bem conhecida na Malásia e Singapura. Embora houvesse livros de receitas anteriores impressos por organizações para seus membros, geralmente eram adaptações de pratos europeus com ingredientes disponíveis localmente em Singapura. Os pratos asiáticos costumavam ser passados oralmente de mãe para filha. Handy era uma cozinheira caseira, que usava métodos asiáticos, como cozinhar a vapor e refogar, utensílios, produtos disponíveis localmente e incluiu esses processos em seu livro. Ela encorajou seus leitores a experimentar as receitas para atender aos gostos de suas próprias famílias.
Em 20 de julho de 1957, Handy foi premiada com a Ordem do Império Britânico por seu trabalho na educação. Ela voltou a lecionar em 1957, renunciando ao cargo de diretora e aposentou-se em 1964. Após sua aposentadoria, Handy escreveu artigos para Female, uma revista feminina local, principalmente sobre culinária e atualizou as receitas em seu livro para publicações subsequentes. Em 1982, o marido de Handy morreu e cinco anos depois, Handy mudou-se para a Austrália para ficar perto de sua filha.

## Morte e legado
Handy morreu em 30 de maio de 1989 em Eastwood, Austrália do Sul e foi enterrada no Cemitério Centennial Park, Pasadena, Austrália do Sul. O livro de receitas de Handy teve onze edições, sendo a mais recente publicada em 2012 e é o livro de receitas mais vendido em Singapura. A coleção de receitas é considerada "a Bíblia" dos cozinheiros locais e gerou uma onda de outros para publicar livros de receitas. Em 2015, Handy foi introduzia no Hall da Fama das Mulheres de Singapura.